# Ponte romana de Mérida

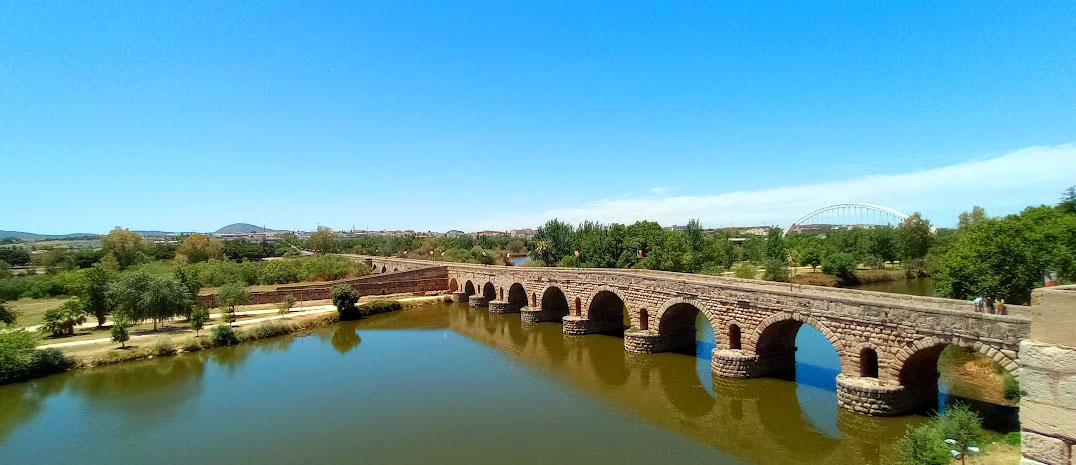
Ponte Romana de Mérida

A Ponte romana de Mérida localiza-se sobre o rio Guadiana em Mérida, Espanha.
É a maior ponte sobrevivente do período romano. Inicialmente, o seu comprimento total era de 755 m com 62 vãos. Atualmente permanecem cerca de 60 vãos (três dos quais estão enterrados na margem sul) com um comprimento de 721 m. Incluindo os acessos a estrutura totaliza 790 m.
Perto da ponte encontra-se a Alcáçova de Mérida, uma fortificação mourisca construída em 835 por Abderramão II como um bastião para o controle da cidade.